# 牛筋果属
牛筋果属（学名：Harrisonia）是芸香科下的一个属，为直立或藤状灌木植物。该属共有4种，分布于亚洲热带地区、非洲和大洋洲。